# Mountain (hrabstwo Oconto)
Mountain – jednostka osadnicza w Stanach Zjednoczonych, w stanie Wisconsin, w hrabstwie Oconto.